# فيكتور غونزاليس (دراج)
فيكتور غونزاليس (بالإسبانية: Víctor González)‏ هو دراج أوروغواياني، ولد في 29 يناير 1957.

## وصلات خارجية
- فيكتور غونزاليس على موقع أرشيف الدراجات (الإنجليزية)
- فيكتور غونزاليس على موقع إحصائيات الدراجات الإحترافية (الإنجليزية)
- فيكتور غونزاليس على موقع أوليمبيديا (الإنجليزية)